# Desiree Akhavan
Desiree Akhavan (New York, 1984) is een Iraans-Amerikaans filmregisseuse, filmproducente,  scenarioschrijfster en actrice.

## Biografie
Akhavans ouders vluchtten in 1980 na de Iraanse Revolutie naar Parijs en immigreerden in 1983 naar de Verenigde Staten. Als kind woonde ze in New Jersey tot haar familie verhuisde naar Rockland (New York). Ze volgde studies op de private Horace Mann School in The Bronx. Akhavan studeerde "film en theater" aan het particuliere vrouwencollege Smith College waar ze weinig contacten had met haar medestudenten. Ze studeerde af in 2007 en volgde daarna filmregie aan de Tisch School of the Arts en ging ook een jaar naar de Queen Mary University of London.
Tijdens haar studies in Londen maakte ze haar eerste kortfilm Two Drink Minimum en in 2010 schreef en regisseerde ze haar de korte film Nose Job. Akhavan acteert ook regelmatig in haar eigen werk sinds ze acteerde in de lesbianisme-gerelateerde webserie The Slope, die ze regisseerde en schreef. In 2014 debuteerde ze met haar eerste speelfilm Appropiate Behaviour op het Sundance Film Festival. De film werd geïnspireerd op persoonlijke voorvallen in haar leven, zoals het einde van haar eerste lesbische relatie maar is niet autobiografisch. Akhavan schreef het script als thesis tijdens haar studies aan de New York-universiteit.
Akhavan identificeert zich als biseksueel en Brooklynite.

## Filmografie
| Jaar | Film                             | Bijdragen | Bijdragen | Bijdragen | Bijdragen | Bijdragen      | Opmerkingen |
| Jaar | Film                             | Regie     | Scenario  | Productie | Acteur    | Rol            | Opmerkingen |
| ---- | -------------------------------- | --------- | --------- | --------- | --------- | -------------- | ----------- |
| 2018 | The Miseducation of Cameron Post | Afgevinkt | Afgevinkt |           |           | Film           |             |
| 2016 | Flowers                          |           |           |           | Afgevinkt | Televisieserie |             |
| 2015 | Girls                            |           |           |           | Afgevinkt | Tv-show        |             |
| 2014 | Appropriate Behaviour            | Afgevinkt | Afgevinkt |           | Afgevinkt | Film           |             |
| 2010 | The Slope                        | Afgevinkt | Afgevinkt | Afgevinkt | Afgevinkt | Webserie       |             |
| 2010 | Nose Job                         | Afgevinkt | Afgevinkt | Afgevinkt |           | Korte film     |             |

## Prijzen en nominaties
De belangrijkste:
| Jaar | Prijs                         | Categorie            | Film                 | Uitslag     |
| ---- | ----------------------------- | -------------------- | -------------------- | ----------- |
| 2014 | Independent Spirit Award      | Beste debuutscenario | Appropiate Behaviour | Genomineerd |
| 2014 | San Diego Asian Film Festival | Grand Jury Award     | Appropiate Behaviour | Gewonnen    |